# 自由灣 (馬)
自由灣（英語：Liberty Bay），是一匹曾在香港出賽的競賽馬，馬主是美國麵粉商人林拔·登巴（Lambert Dunbar）。自由灣於1932年至1938年間服役，並以在跑馬地馬場連勝23場賽事的賽績而有「不敗冠軍」（unbeaten champion）、「無敵將軍」、「無敵馬王」等榮銜，是香港賽馬史上連續勝出次數最多的賽駒。香港馬評人簡而清更曾稱許自由灣為「香港惟一一匹真真正正的馬王」。
1938年2月23日，自由灣第五度參與一年一度的冠軍賽賽事，為其第24次出賽，但最終不敵後進馬匹「絲光」（Silkylight）而屈居亞軍，打斷自由灣不敗賽績。後登巴宣布將自由灣退役，結束其六年競賽生涯。

## 馬匹中文譯名
由於早年香港賽馬只有英文官方紀錄，當時的馬匹並無正式中文名稱，卻因不同中文傳媒報導賽馬消息而產生了多個中文譯名。Liberty Bay一名，便曾意譯作「自由灣」，又有音譯譯名如「列巴地卑」、「加力士卑」、「獵列地卑」、「獵必地卑」、「里拔地卑」等。

## 品種
有關自由灣的背景，現存資料不多，只知其為一匹雄性蒙古小馬，屬矮種馬或小型馬。當時則將其歸類為「中國小馬」（China ponies）。中國小馬均在蒙古草原培育，在19世紀獲馬販引入當時被澳洲馬匹壟斷的香港賽馬圈，但初期中國小馬成績並不理想，直至19世紀末才見起色。到了20世紀的首二十年間，香港賽馬會始推行配售馬匹制度，使任何人士均有機會成為馬主，中國小馬遂因馬主需求上升而逐漸取代澳洲馬匹，壟斷了當時的香港賽馬運動。:22-25:34-35

## 經歷

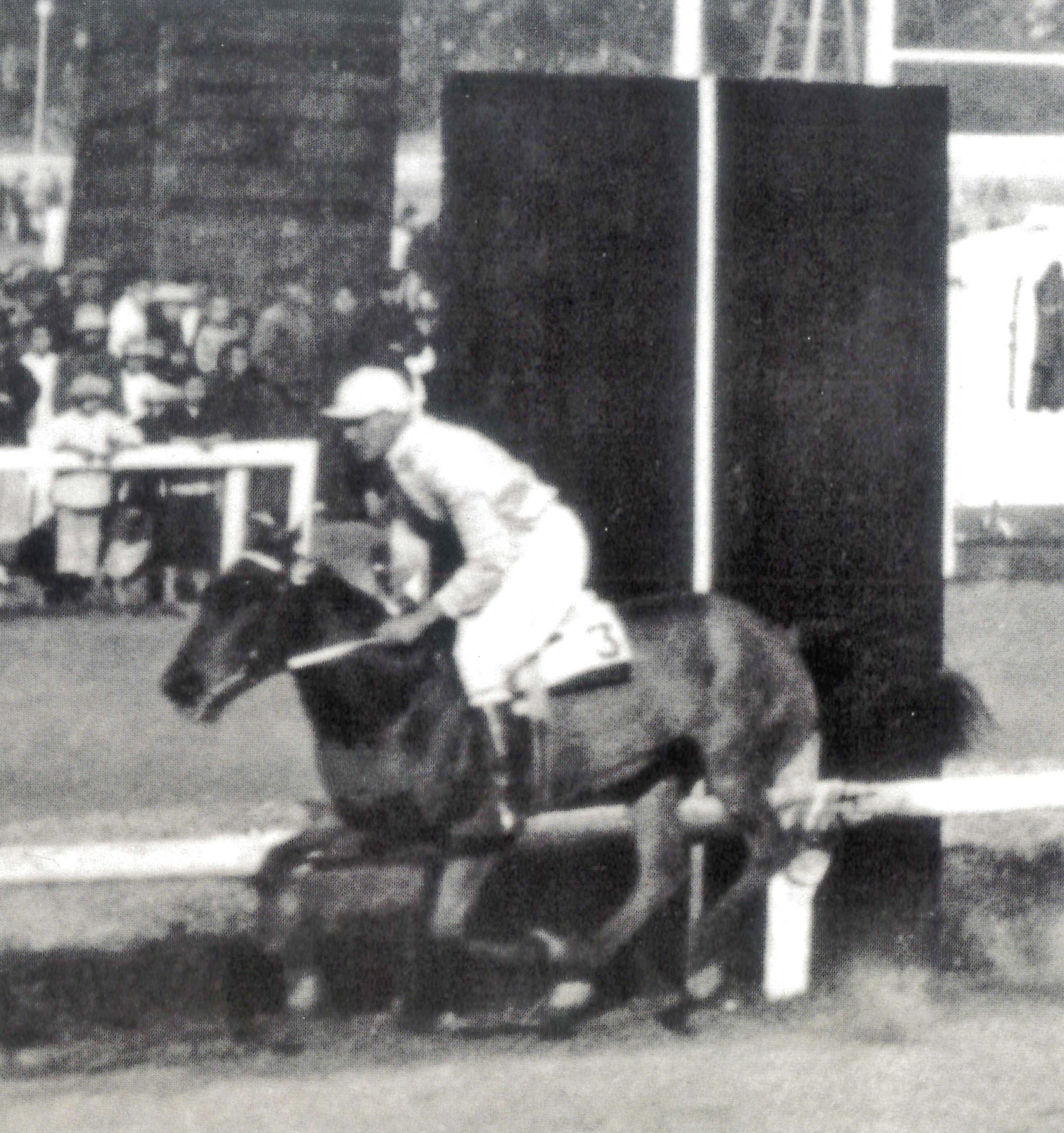
1930年代，自由灣於跑馬地馬場參與賽事

1930年代初，美國商人登巴購入自由灣後，安排牠於1932年馬季出賽，首場參與賽事為於1932年2月22日舉行、途程1.5哩（2400米）的1932年度香港打吡大賽，並在騎師希路（W. Hill）策騎下以兩個馬位之差擊敗「野性」（Wild Life）奪冠，在港首次出賽即取得勝利。此後，自由灣於跑馬地馬場連續勝出22場賽事，當中包括1933年度至1936年度連續四屆的冠軍賽。
1933年2月20日，自由灣在騎師科羅士（L. G. Frost）策騎下首度出戰「挑戰杯賽」（The Challenge Cup）便取得勝利，並以3分32秒48的成績完成，創下該賽事最快完賽時間紀錄。這項紀錄一直到了1941年2月17日，才由馬匹「O-Lan」以3分26秒10的成績所打破。
1935年2月19日，自由灣已連勝13場賽事，並於當天出戰「交易碟賽」（The Exchange Plate）。然而，自由灣的長勝賽績，無可避免地使馬會虧本。因當時一張獨贏投注彩票的金額為港幣5元，最低的派彩金額則為每注港幣5元1角。就自由灣而言，若大多數人皆向牠下注獨贏，自由灣勝出後，馬會或須倒貼以確保能向所有中獎者派彩5元1角。為免繼續虧本，當時馬會董事經商量後，乃於1935年2月19日的「春季大賽馬」第三日賽事上宣布一項特別投注及派彩規則，規定此後凡有自由灣出賽的賽事，投注者均不可再向自由灣投注，馬會亦因而不會再接納自由灣的注項及派彩。若投注者欲投注有關賽事的獨贏項目，則只能賭該場賽事哪匹馬跑第二名，即由該場賽事第二名馬匹取代獨贏位置以決定派彩金額。但自由灣勝出賽事後，其馬主及騎師仍可領取獎金及獎盃。
1938年初，自由灣始由密倫（H. Maitland）策騎。過去自由灣大多由科羅士策騎，但科羅士自1937年起因合約事宜須到廣州出差，登巴馬房遂從上海請來密倫填補空缺。此前，密倫已曾於1928年度香港打吡大賽，策騎登巴夫人名下的馬匹「Sitting Bull」勝出。密倫首場策騎自由灣的賽事為於1938年2月19日舉行的「生馬賭賽」（New Stables Plate），並以多個馬位拋離馬匹「蘇路渣安那」（Soldier of Honour）而勝出賽事。
1938年2月23日，自由灣服役滿六年，並於當天舉行的春季大賽馬第四日賽事中，第五度參加途程1.25哩（2000米）的冠軍賽賽事，為其第24次出賽。該場賽事只有三匹馬參賽，分別是自由灣、於1936年度冠軍賽及「復活節賽」（Easter Stakes）均負予自由灣而取得第二名的「京士禾頓」（King’s Warden），以及於1938年度馬季才開始服役的新馬絲光。根據《德臣西報》於該場賽事舉行後翌日的報導，賽事開始後直至早段，自由灣已率先領前其餘兩匹馬。在轉入首個彎位前，自由灣已領先馬群約三個馬位。當自由灣即將經過大概位於馬場中央位置的「大石鼓」（Black Rock）前，更拋離馬群約四個馬位。到了上山路段，自由灣與馬群距離稍為收窄。其後，在轉入最後彎位前，絲光在馬主E. 摩拿（E. Moller）的兒子兼絲光的騎師R. B. 摩拿（R. B. Moller）所催策下開始發力，趕過一直穩守第二位的京士禾頓。進入路程的最後150碼（約140米），絲光後勁凌厲，急起直追，最終在終點前越過只能保持同速的自由灣，以約一個馬位的領先距離勝出賽事。絲光亦因而先後勝出1938年度「新馬錦標」（The Maiden Stakes）、香港打吡大賽及冠軍賽這三場重要賽事，並打斷自由灣的長勝紀錄。此外，因馬會早已訂下投注者不得投注予自由灣以及不再就其派彩的特別規定，即使自由灣最終在賽事屈居亞軍，馬會仍沒有為此派彩。賽事完結後，自由灣馬主登巴並無為其報名參與於1938年10月舉行、為期兩天之「雙十賽馬」（Double Tenth Meeting）中的任何賽事，包括於10月8日舉行的「十月讓賽」（October Handicap）和10月11日舉行的「雙十碟」（Double Tenth Plate）。據20世紀初格魯吉亞裔香港練馬師尼克·米曲凡里（Nick Metrevelli）憶述，自由灣在落敗後曾拒絕進食一星期。:55-56後登巴宣布將自由灣退役，結束其六年競賽生涯。

## 成就
自由灣在港勝出23場賽事的紀錄，經塵封84年多後，終於在2023年1月29日被香港馬王「金鎗六十」在沙田馬場勝出該年度董事盃後追平。其後，金鎗六十於2023年2月26日在沙田馬場勝出該年度香港金盃，取得其在港出道以來第24場頭馬，超越自由灣保持了85年、勝出23場香港賽事的紀錄。2024年9月13日，「金鎗六十」以26場頭馬成績退役，成為香港賽馬史上勝出次數最多的賽駒。但自由灣仍以其連勝23場賽事的賽績，保持在港連續勝出次數最多的紀錄。

## 在港跑馬地馬場出賽全紀錄
| 場次 | 日期           | 賽事英文名稱 （中文譯名）                 | 騎師英文名稱 （中文譯名） | 賽事途程            | 名次/出馬 | 完成時間 | 勝負距離    | 亞軍/冠軍馬英文名稱 （中文譯名） | 參考          |
| ---- | -------------- | ----------------------------------------- | ------------------------- | ------------------- | --------- | -------- | ----------- | -------------------------------- | ------------- |
| 1    | 1932年2月22日  | The Hong Kong Derby （香港打吡大賽）      | W. Hill （希路）          | 1.5哩 （2400米）    | 1/11      | 3:04.48  | 2馬位       | Wild Life （野性）               | [ 26 ] [ 16 ] |
| 2    | 1932年10月22日 | Sixth Aggregate Stakes （第六次合計彩賽） | L. G. Frost （科羅士）    | 1哩 （1600米）      | 1/4       | 1:57.36  | 2.5馬位     | Sadko （沙高）                   | [ 24 ] [ 46 ] |
| 3    | 1932年11月5日  | Hong Kong St. Leger （香港聖力加賽）      | L. G. Frost （科羅士）    | 1.75哩 （2810米）   | 1/4       | 3:37.48  | 6馬位       | Wild Life （野性）               | [ 47 ] [ 19 ] |
| 4    | 1932年12月3日  | St. Andrew’s Stakes （聖安道路士賽）      | L. G. Frost （科羅士）    | 1.5哩 （2400米）    | 1/5       | 3:02.00  | 3馬位       | Wild Life （野性）               | [ 49 ] [ 50 ] |
| 5    | 1933年2月20日  | The Challenge Cup （挑戰杯賽）            | L. G. Frost （科羅士）    | 1.75哩 （2810米）   | 1/2       | 3:32.48  | 多個馬位    | Gay Crusader （基告路斯打）      | [ 31 ] [ 51 ] |
| 6    | 1933年2月22日  | The Champion Stakes （冠軍賽）            | W. Hill （希路）          | 1.25哩 （2000米）   | 1/4       | 2:24.00  | 多個馬位    | Trentbridge （他林橋）           | [ 27 ] [ 52 ] |
| 7    | 1933年12月2日  | St. Andrew’s Stakes （聖安道路士賽）      | L. G. Frost （科羅士）    | 1.5哩 （2400米）    | 1/6       | 3:01.24  | 6馬位       | Sadko （沙高）                   | [ 53 ] [ 54 ] |
| 8    | 1934年2月24日  | The Foochow Cup （福州杯賽）              | L. G. Frost （科羅士）    | 1.5哩 （2400米）    | 1/4       | 3:11.24  | 多個馬位    | King’s Justice （京士渣士地士）  | [ 55 ] [ 56 ] |
| 9    | 1934年2月28日  | The Champion Stakes （冠軍賽）            | L. G. Frost （科羅士）    | 1.25哩 （2000米）   | 1/3       | 2:36.24  | 多個馬位    | Trentbridge （他林橋）           | [ 28 ] [ 57 ] |
| 10   | 1934年4月2日   | Easter Stakes （復活節賽）                | B. E. Proulx （布樂士）   | 1哩 （1600米）      | 1/3       | 2:01.24  | 5馬位       | Trentbridge （他林橋）           | [ 58 ] [ 21 ] |
| 11   | 1934年12月1日  | St. Andrew’s Stakes （聖安道路士賽）      | B. E. Proulx （布樂士）   | 1.5哩 （2400米）    | 1/4       | 2:56.30  | 多個馬位    | Trentbridge （他林橋）           | [ 59 ] [ 22 ] |
| 12   | 1935年2月16日  | The Foochow Cup （福州杯賽）              | L. G. Frost （科羅士）    | 1.5哩 （2400米）    | 1/5       | 3:10.12  | 多個馬位    | King’s Justice （京士渣士地士）  | [ 60 ] [ 61 ] |
| 13   | 1935年2月18日  | The Victoria Stakes （域多利賽）          | L. G. Frost （科羅士）    | 1哩 （1600米）      | 1/8       | 1:55.48  | 6馬位       | Cossack’s Beauty （哥塞標地）    | [ 62 ] [ 63 ] |
| 14   | 1935年2月19日  | The Exchange Plate （交易碟賽）           | L. G. Frost （科羅士）    | 1.25哩 （2000米）   | 1/5       | 2:26.24  | 多個馬位    | King’s Justice （京士渣士地士）  | [ 33 ] [ 64 ] |
| 15   | 1935年2月20日  | The Champion Stakes （冠軍賽）            | L. G. Frost （科羅士）    | 1.25哩 （2000米）   | 1/5       | 2:25.30  | 多個馬位    | Sadko （沙高）                   | [ 29 ] [ 18 ] |
| 16   | 1935年4月22日  | Easter Stakes （復活節賽）                | L. G. Frost （科羅士）    | 1哩 （1600米）      | 1/4       | 1:55.30  | 6馬位       | Gladiator （吉士的多）           | [ 65 ] [ 66 ] |
| 17   | 1935年10月12日 | Hunan Handicap （湖南讓賽）               | L. G. Frost （科羅士）    | 1哩 （1600米）      | 1/5       | 1:55.10  | 4馬位       | Gladiator （吉士的多）           | [ 67 ] [ 68 ] |
| 18   | 1935年10月19日 | October Handicap （十月讓賽）             | L. G. Frost （科羅士）    | 1.25哩 （2000米）   | 1/5       | 2:29.40  | 3馬位       | Cossack’s Beauty （哥塞標地）    | [ 69 ] [ 70 ] |
| 19   | 1936年2月22日  | The Foochow Cup （福州杯賽）              | L. G. Frost （科羅士）    | 1.5哩 （2400米）    | 1/5       | 3:14.24  | 6馬位       | King’s Jubilee （京士祖卑利）    | [ 71 ] [ 72 ] |
| 20   | 1936年2月24日  | The Challenge Cup （挑戰杯賽）            | L. G. Frost （科羅士）    | 1.75哩 （2810米）   | 1/3       | 3:44.00  | 多個馬位    | Macaroni （馬加郎尼）            | [ 73 ] [ 74 ] |
| 21   | 1936年2月26日  | The Champion Stakes （冠軍賽）            | L. G. Frost （科羅士）    | 1.25哩 （2000米）   | 1/3       | 2:43.24  | 多個馬位    | King’s Warden （京士禾頓）       | [ 30 ] [ 75 ] |
| 22   | 1936年4月13日  | Easter Stakes （復活節賽）                | Donald Black （布力）     | 1哩 （1600米）      | 1/4       | 1:55.36  | 4馬位       | King’s Warden （京士禾頓）       | [ 76 ] [ 77 ] |
| 23   | 1938年2月19日  | New Stables Plate （生馬賭賽）            | H. Maitland （密倫）      | 1哩171碼 （1760米） | 1/7       | 2:90.36  | 多個馬位    | Soldier of Honour （蘇路渣安那） | [ 37 ] [ 38 ] |
| 24   | 1938年2月23日  | The Champion Stakes （冠軍賽）            | H. Maitland （密倫）      | 1.25哩 （2000米）   | 2/3       | 2:24.30  | （負1馬位） | Silkylight （絲光）              | [ 10 ] [ 13 ] |